# Sericomyia superbiens
Sericomyia (Arctophila) superbiens es una especie europea de mosca sírfida.